# 1829 en droit
Cet article présente les faits marquants de l'année 1829 en droit.

## Événements
- États-Unis :
  - Après l’élection de Jackson, en violation de la loi fédérale de 1802, la Géorgie, l’Alabama et le Mississippi votent des lois qui étendent les prérogatives des États sur les Indiens vivant sur leurs territoires. Ces lois ne reconnaissent pas la tribu comme unité légale, interdisent les conseils de tribus, suppriment les pouvoirs des chefs et imposent aux Indiens les obligations militaires et les taxes locales—tout en leur refusant le droit de voter, celui de s’habiller à l’européenne et de témoigner devant une cour de justice. Les terres indiennes sont divisées en parcelles afin d’être redistribuées par lots. Les Blancs sont encouragés à s’installer sur les territoires indiens.

### Mars
- 24 mars - 13 avril : Catholic Relief Act. L'homme politique irlandais Daniel O'Connell obtient l'émancipation des catholiques en Irlande.

### Septembre
- 28 septembre : The Walker’s Appeal, pamphlet antiesclavagiste de David Walker est publié à Boston dans le Freedom’s journal. La tête de Walker est mise à prix par l’État de Géorgie et il est assassiné le 28 juin 1830.

### Décembre
- 2 décembre : l’esclavage est rétabli au Texas : le Texas est exempté de la loi d’abolition en vigueur au Mexique.

## Décès
- 22 avril : Guillaume Liborel, avocat et homme politique français (° 29 octobre 1739).